# Argentina en los Juegos Olímpicos de Sapporo 1972
Argentina participó en los Juegos Olímpicos de Sapporo 1972, con una delegación de 2 atletas (masculinos) que compitieron en un deporte.
El equipo olímpico argentino no obtuvo ninguna medalla en estos Juegos.

## Esquí alpino
Masculino
| Atleta                 | Evento          | Clasificación | Clasificación | Final              | Final     | Final      | Final      | Final     | Final     |
| Atleta                 | Evento          | Clasificación | Clasificación | 1.ª manga          | 1.ª manga | 2.ª manga  | 2.ª manga  | Total     | Total     |
| Atleta                 | Evento          | Tiempo        | Posición      | Tiempo             | Posición  | Tiempo     | Posición   | Tiempo    | Posición  |
| ---------------------- | --------------- | ------------- | ------------- | ------------------ | --------- | ---------- | ---------- | --------- | --------- |
| Jorge-Emilio Lazzarini | Descenso        | —             | —             | —                  | —         | —          | —          | 2:08,29   | 51        |
| Jorge-Emilio Lazzarini | Eslalon         | 2:33,86       | 8             | 1:10,45            | 42        | 1:08,49    | 31         | 2:18,94   | 31        |
| Jorge-Emilio Lazzarini | Eslalon gigante | —             | —             | 1:48,72            | 47        | 1:54,96    | 38         | 3:43,68   | 38        |
| Carlos Perner          | Descenso        | —             | —             | —                  | —         | —          | —          | 2:03,69   | 47        |
| Carlos Perner          | Eslalon         | Descalificado | Descalificado | 1:08,72            | 41        | 1:07,80    | 30         | 2:16,52   | 30        |
| Carlos Perner          | Eslalon gigante | —             | —             | Tiempo desconocido | 43        | No terminó | No terminó | No avanzó | No avanzó |